# Mračaj (Prnjavor)
Pour les articles homonymes, voir Mračaj.
Mračaj (en serbe cyrillique : Мрачај) est un village de Bosnie-Herzégovine. Il est situé dans la municipalité de Prnjavor et dans la république serbe de Bosnie. Selon les premiers résultats du recensement bosnien de 2013, il compte 143 habitants.

## Démographie

### Évolution historique de la population dans la localité
| 1948 | 1953 | 1961 | 1971 | 1981 | 1991 | 2013 |
| ---- | ---- | ---- | ---- | ---- | ---- | ---- |
| -    | -    | 320  | 296  | 254  | 219, | 143  |

|  |